# Hubert Kwieciński
Hubert  Łukasz Kwieciński (ur. 18 maja 1948 w Starachowicach, zm. 1 kwietnia 2011 w Warszawie) – polski lekarz neurolog, wykładowca akademicki, autor wielu publikacji naukowych oraz dydaktycznych. 
W latach 1990–2011 kierownik Katedry i Kliniki Neurologii I Wydziału Lekarskiego Warszawskiego Uniwersytetu Medycznego. W 1988 uzyskał habilitację za pracę Patofizjologia miotonii i jej leczenie. Przez dwie kadencje piastował funkcję Konsultanta Krajowego w dziedzinie Neurologii oraz członka Zespołu Doradców Marszałka Senatu Rzeczypospolitej Polskiej. Wiceprezydent European Society for Clinical Investigation w latach 1986–1987. W 1992 został profesorem nadzwyczajnym AM. Akt nadania tytułu profesora zwyczajnego nadany 19 kwietnia 2007 odebrał 22 listopada 2007. Został pochowany na Katolickim Cmentarzu Komunalnym w Konstancinie-Jeziornie. 

## Członkostwo w organizacjach
- Executive Committee European Stroke Initiative (1998–2006)
- Congress Program Committee European Federation of Neurological Societies (od 2003)
- Francuskie Towarzystwo Neurologiczne (1997–2011) (Członek honorowy)
- American Neurological Association (2002–2011) (Członek korespondent)
- Polskie Towarzystwo Neurologiczne (członek Zarządu Głównego)

## Odznaczenia
- Krzyż Kawalerski Orderu Odrodzenia Polski
- Złoty Krzyż Zasługi